# Billy Talent
Billy Talent je kanadská rocková skupina. Jejími členy jsou Benjamin Kowalewicz (zpěvák, frontman, textař), Ian D'Sa (kytarista, zpěvák), Jonathan Gallant (baskytarista, zpěvák) a Aaron Solowoniuk (bubeník).
Na Billy Talent se přejmenovali až v roce 2001, do té doby vystupovali pod jménem Pezz. V České republice se proslavili především díky singlům "Surrender", "Red Flag" nebo "Fallen Leaves". Poprvé v Česku vystoupili 3. června 2007 v Praze jako předkapela skupiny My Chemical Romance.

## Historie skupiny

### Vznik a počátky
Prvopočátky Billy Talent sahají ještě do dob středoškolských studií jejích členů. Společně navštěvovali kanadskou střední školu Our Lady of Mount Carmel, kde spolu Ben Kowalewicz s Jonathanem Gallantem založili kapelu To Each His Own. Později k sobě přibrali ještě Aarona Solowoniuka a nakonec na středoškolské soutěži talentů potkali Iana D’Sa, který tam vystupoval s jinou skupinou. Ta však zanikla a tak se Ian přidal k „To Each His Own“.

### Období s názvem kapely Pezz
Postupem času si hudebníci vymysleli nový, jednoslovný název své skupiny – přejmenovali se na Pezz a hráli směsici grunge a hip hopu. V roce 1994 vyšlo první společné album skupiny Pezz, které se jmenovalo Demoluca. Další následovalo v roce 1998 a jmenovalo se Watoosh! Tato deska byla vydána ve spolupráci se studiem Great Big Music.
V roce 1999 vznikl spor o název s další kapelou stejného názvu z Memphisu. Předchůdci Billy Talent nakonec ustoupili a zvolili nový název. Inspirací jim bylo dílo Michaela Turnera Hard Core Logo (kniha, později zfilmována) a nový název byl vybrán podle jména hlavního hrdiny, který se jmenoval Billy Tallent.

### Současné období Billy Talent
Hudebníci s novým jménem změnili i styl své hudby. Začali hrát agresivnější, punk rockovou muziku a právě i díky této změně našli spoustu nových fanoušků. S rostoucím zájmem publika rostl i zájem nahrávacích studií. V roce 2001 podepsali Billy Talent novou smlouvu s Atlantic Records a Warner Music Canada.
V roce 2003 vydávají první album nazvané stejně jako skupina - Billy Talent. Za tuto desku získávají v Kanadě třikrát platinovou desku a několik dalších ocenění. V roce 2006 přicházejí na trh s novým albem nazvaným Billy Talent II, které obsahuje známé hity jako například Surrender, Fallen Leaves,"Red Flag" nebo Devil in a Midnight Mass. O album byl dokonce takový zájem, že se ho za první týden prodalo v Kanadě téměř padesát tisíc kusů.
V Evropě mají Billy Talent nejvíce fanoušků v našem sousedním Německu, kam taky velmi rádi jezdí na koncerty. V roce 2007 vystupovali i v České republice, ale zatím jen jako předskokani skupiny My Chemical Romance a v roce 2008 měli dokonce svůj vlastní koncert v Malé sportovní hale v Praze a předkapelu jim dělali také punk rockový Anti-Flag. V září 2007 vydali DVD s názvem 666, na kterém se nachází záznam několika živých vystoupení (např. z Brixton Academy v Londýně nebo německého Rock am Ring).
V roce 2009 bylo vydáno v pořadí již čtvrté studiové album Billy Talent III. Na své promoční šňůře koncertů po Evropě Billy Talent zavítali 21. listopadu i do Prahy. Předkapelami byli Cancer Bats a Silverstein. V samý den měl bubeník kapely Aaron Solowoniuk narozeniny, a tak byl koncert v České republice výjimečný.
V roce 2012 vydala skupina páté studiové album s názvem Dead Silence. Které obsahuje hity jako Surprise,Surprise Show me the way, Dead Silence nebo Hanging by a thread.
Billy Talent vystoupili v České republice znovu a sice 29. června 2010 jako předskokani americké punkrockové skupiny Green Day na jejich Open Air koncertu na Výstavišti Incheba Expo Praha.
Vystoupili také v Hradci Králové na 16. ročníku festivalu Rock for People, kde znovu vystoupili na 19. ročníku 2013 jako jeden z hlavních headlinerů.
V roce 2012 vystoupili v ČR během svého turné po střední a západní Evropě v pražské Lucerně, kde byl koncert beznadějně vyprodaný.
Poté vydali své nové album Dead Silence.
Opět do ČR zavítali 1. srpna 2017, kdy měli koncert v Korunní pevnůstce v Olomouci.

## Diskografie

### Studiová alba
- 2022: Crisis of Faith (počet skladeb: 10, délka: 36:45)
- 2016: Afraid of Heights (počet skladeb: 12, délka: 49:00)
- 2012: Dead Silence (počet skladeb: 14, délka: 54:01)
- 2009: Billy Talent III (počet skladeb: 11, délka: 43:29)
- 2006: Billy Talent II (počet skladeb: 13, délka: 47:00)
- 2003: Billy Talent I (počet skladeb: 12, délka: 41:05)
- 1998: Watoosh! (jako Pezz; počet skladeb: 12, délka: 36:55)

### Koncertní alba
- 2006: Live From The UK Sept./2006
- 2008: 666
- 2023: Live at Festhalle Frankfurt

### EP
- 1994: Demoluca
- 1995: Dudebox
- 2001: Try Honesty EP
- 2003: Try Honesty / Living in the Shadows
- 2009: Rusted From The Rain

### DVD
- 2004: Scandalous Travelers

### Singly
- 2012: Surprise Surprise
- 2012: Viking Death March
- 2010: Diamond on a landmine
- 2010: Saint Veronica
- 2009: Devil on my Shoulder
- 2009: Rusted from the Rain
- 2008: Turn Your Back
- 2007: Surrender
- 2006: Fallen Leaves
- 2006: Red Flag
- 2006: Devil in a Midnight Mass
- 2004: Nothing to Lose
- 2004: River Below
- 2003: The Ex
- 2003: Try Honesty

## Zajímavosti
- V roce 2008 vyšla od vydavatele Electronic Arts hra NHL 09. Herní soundtrack obsahoval singl Turn Your Back